# San Fernando de Atabapo
San Fernando de Atabapo é a capital do município de Atabapo do Estado de Amazonas (Venezuela). Está localizada no noroeste do município, na confluência dos rios Orinoco, Guaviare e Atabapo. Tem uma população de 15.000 habitantes (2007).
Entre os edifícios mais importantes estão: a Prefeitura, a Câmara Municipal, três escolas básicas e uma diversificada, uma biblioteca pública com acesso à Internet, uma igreja católica e outra evangélica, bem como a 1º Companhia do destacamento de fronteiras nº94 e um posto naval. Também possui um pequeno porto, um aeroporto (asfaltado) e o hospital ambulatório “María Garrido”, onde se presta atenção médica, odontológica, serviço de laboratório, farmácia e malariologia à população (90% são indígenas das etnias piaroa e curripaca).

## Galeria
Galeria de fotos deste município, flora e fauna:

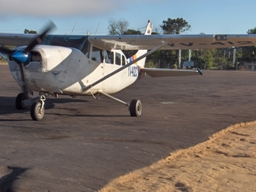
Aeroporto de San Fernando de Atabapo.
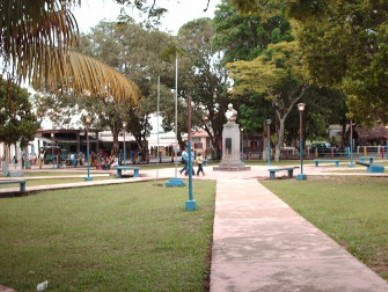
Praça Bolívar de San Fernando de Atabapo.